# مهدي أباد (فين)
مهدي أباد (بالفارسية: مهدی‌آباد) هي قرية تقع في إيران في قسم فين الريفي. يقدر عدد سكانها بـ 294 نسمة .